# Stade George V
Stade George V – piłkarski stadion w Curepipe na Mauritiusie. Swoje mecze rozgrywają na nim drużyny Curepipe Starlight SC i AS de Vacoas-Phoenix. Stadion pomieści 6200 ludzi. Był ostatnio odnowiony w 2003 roku.